# Panama világörökségi helyszínei
Panama területéről eddig öt helyszín került fel a világörökségi listára, két helyszín a javaslati listán várakozik a felvételre.
| | Portobelo – San Lorenzo |
| 1980 |                         |
| A veszélyeztetett világörökségi helyszínek listájára került: 2012 |                         |
| Kulturális (I)(IV) |                         |
| Hivatkozás: 135 |                         |
| A Panama Karib-tengeri partjánál álló a 17. és a 18. században épült erődítményrendszer a spanyol gyarmati építészet egyik jelentős példája. Az erődökkel Portobelót és San Lorenzót védték az ismétlődő kalóztámadások ellen. Portobelót 1597-ben alapították és hamarosan a Spanyolország és Latin-Amerika közötti áruszállítás fő csomópontja lett. A 30 kilométerrel feljebb található San Lorenzo a szárazföld belseje felé irányuló forgalom egyik központjává fejlődött. A Portobelónál emelt erődök, várak és laktanyák a tengeröböl körül alkotnak védelmi rendszert, az öböl ugyanis létfontosságú volt a földnyelvre való bejutás és az Európával folytatott kereskedelem számára. San Lorenző erődjei a Charges folyó torkolatát védelmezték. Az erődrendszert a támadások után háromszor kellett újjáépíteni 1688-ban, 1739-ben és 1761-ben. Később, amikor a kereskedelmi útvonalak súlypontja máshova helyeződött át a támadások abbamaradtak. Az erődrendszer jelenleg romos állapotban van. 2012-ben az állagmegóvás hiánya és a város terjeszkedése miatt a helyszín felkerült a Veszélyeztetett világörökségi helyszínek listájára. |                         |

| | Darién Nemzeti Park |
| 1981 |                     |
| Természeti (VII)(IX)(X) |                     |
| Védett terület: 579 000 ha, hivatkozás: 159 |                     |
| A Kelet-Panamában, a kolumbiai határ mellett elterülő, mintegy hatezer négyzetkilométert elfoglaló nemzeti park a Csendes-óceán partjaitól felnyúlik a karibi partvidéken emelkedő hegyekig. 1980-ban nyilvánították nemzeti parkká, de már 1972-ben védelem alá vonták. A parkot homokos és sziklás partok, árapállyal érintett mangrovefákkal borított területek, és különféle esőerdők borítják, ennek következtében állatvilága rendkívül gazdag. Ökoszisztémáit az összes amerikai trópusi terület között a legváltozatosabbnak tartják. Élővilágát még nem teljesen térképezték fel, de az biztos, hogy itt található a dél- és észak-amerikai fajok egyik találkozóhelye. Közülük a legfontosabbak az erdei kutya, az óriás hangyász, a jaguár, az ocelot, a vízidisznó, a kajmán, az amerikai krokodil, a tapír és a puma. A Dariénben élő 450 madárfaj közül 5 csak itt található meg. A park antropológiai szempontból is nagyon jelentős mivel a choco és a kuna indiánok a mai napig is ősi hagyományaik szerint élnek itt és igyekeznek megőrizni kultúrájukat. |                     |

| | Talamanca Természetvédelmi Terület – La Amistad Nemzeti Park |
| Costa Rica és Panama közös világörökségi helyszíne |                                                              |
| 1983, kiterjesztés: 1990 |                                                              |
| Természeti (VII)(VIII)(IX)(X) |                                                              |
| Védett terület: 570 045 ha, hivatkozás: 205 |                                                              |
| A Talamanca Természetvédelmi Terület Costa Rica és Panama közös világörökségi helyszíne. A Kordillerák részét képező Talamanca-hegység Közép-Amerika legmagasabb és legősibb nem vulkanikus eredetű hegyvonulata. A 8000 négyzetkilométeres természetvédelmi terület nagyobbik felét a 25000 évvel ezelőtti utolsó jégkorszak óta trópusi esőerdő borítja, ami azóta zavartalanul fejlődik. A táj változatos, megtalálható benne síkvidéki trópusi esőerdő, köderdő, szubalpesi bozótos, tölgyerdő, lápvidékek, jégkorszaki tavak, és magaslati mocsarak. Állat- és növényvilága rendkívül változatos, ez köszönhető a többféle éghajlatnak, a változó tengerszint feletti magasságnak (a park legmagasabb pontjai 3800 méter fölött vannak), valamint annak, hogy Észak- és Dél-Amerika találkozási pontjánál helyezkedik el. Többféle faj él benne mint a világ bármelyik másik ekkora védett területén. Az állatok közül 200 emlősfaj megtalálható itt, köztük Amerika összes vadmacska fajtája többek között a puma, a párducmacska és a jaguarundi, a puma közeli rokona. A park területe már évezredek óta lakott, de tervszerű régészeti feltárást eddig keveset végeztek. Jelenleg a Panama és Costa Rica közötti együttműködés eredményeként a bennszülött teribe, guaymi bribi és cabécar törzsek mintegy 10000 tagja él a védett területen őseik hagyományos életmódját folytatva. |                                                              |

| | Panamá Viejo lelőhelye és Panamaváros történelmi negyede |
| 1997, kiterjesztés: 2003 |                                                          |
| Kulturális (II)(IV)(VI) |                                                          |
| Védett terület: 54,7 ha, hivatkozás: 790 |                                                          |
| A Csendes-óceán partján fekvő Panama Viejót 1519-ben alapította Pedreirás Dávila konkvisztádor, és a település az Andokból érkező nemesfém kereskedelmének egyik központja lett. További jelentőségét kikötője és az itt felállított királyi bíróság adta, közigazgatási és egyházmegyei központ volt, viszont kedvezőtlen éghajlata miatt fejlődése egy ponton megrekedt így nem válhatott egy Guatemalavárossal vagy Bogotával összevethető várossá. Fénykorában lakosainak száma elérhette a 10000 főt. 1672-ben Henry Morgan walesi kalóz támadásakor a településen tűzvész pusztított, ezután elnéptelenedett és 8 kilométerrel távolabb, egy jobban védhető területen építették újjá. Ez a mai Panamaváros történelmi központja. Mindkét város európai elrendezésű, egyenes utakkal és tágas közterekkel. Az új központ a kaliforniai aranyláznak köszönhetően a 19. században is virágzott. A régi város régészeti helyszíne ma emlékhely, legfontosabb részei a katedrális, templomok, a városháza, a vízvezeték rendszer és a lakóházak maradványai. Az új város 17. és a 19. század közötti építészetében keverednek a spanyol, a francia és az amerikai építészeti stílusok. Figyelemre méltó épületei az öthajós székesegyház, a La Merced- és a San Francisco-kolostor, valamint a főútra, az Avenida Centrálra néző elegáns homlokzatok. |                                                          |

| | Coiba Nemzeti Park és annak különleges tengeri övezete |
| 2005 |                                                        |
| Természeti (IX)(X) |                                                        |
| Védett terület: 270 125 ha, hivatkozás: 1138 |                                                        |
| A Panama partjaitól délnyugatra fekvő 4000 négyzetkilométer összterületű világörökségi helyszínhez maga a Coiba sziget, harmincnyolc kisebb sziget és az ezeket körülvevő tengeri övezetek tartoznak. Ezt a térséget eddig megkímélték az El Niño viharai és hőmérséklet ingadozásai, ezenkívül védett a hideg szelektől is. A szigetek évezredek óta nem tartoznak a szárazföldhöz, ezért trópusi esőerdeiben egyedülálló fajok és alfajok élnek itt. Ezek közé tartozik a coibai aguti, illetve sok bőgőmajom-, oposszum-, és fehérfarkú szarvasalfaj. Az elszigeteltség miatti új fajokat eredményező evolúciós folyamatokat természettudósok tanulmányozzák, a terület egyfajta természetes laboratóriumnak tekinthető. A természetvédelmi terület más veszélyeztetett állatoknak is élőhelyet biztosít, közülük a karvalysas az ország többi részén már kihalt. A part melletti vizek állatvilága is rendkívül gazdag, itt található a második legnagyobb korallzátony a Csendes-óceán középső-keleti részén. Az itteni tengeröblök jellegzetes állatai az óriásráják és több cápafaj, valamint Csendes-óceán keleti régiója felől érkező nyílt vízi halak és tengeri emlősök. |                                                        |

## Javasolt helyszínek
| Név                                        | Kép | Típus      | Kritérium | Év   | Hiv. |
| ------------------------------------------ | --- | ---------- | --------- | ---- | ---- |
| Panama gyarmati útvonala                   |     | kulturális | IV, V, VI | 2017 |      |
| Panamaváros óvárosa és régészeti helyszíne |     | kulturális | II, IV    | 2015 |      |